# Джекс, Черил
Черил Энн Джекс (англ. Cheryl Ann Jacques; род. 17 февраля 1962) — американский политический деятель и активистка ЛГБТ-движения. С января 2004 года она в течение 11 месяцев была президентом организации «Кампания за права человека» (англ. Human Rights Campaign — HRC), одной из крупнейших и влиятельнейших в США организаций в защиту прав геев, лесбиянок, бисексуалов и трансгендеров. В качестве руководителя HRC она в 2004 году выступала перед общенациональным конгрессом Демократической партии США.
Она была уволена с должности президента HRC Советом директоров HRC 30 ноября 2004 года, вследствие несогласия членов организации и Совета директоров с её стилем управления и её философией. Это было связано с критикой неспособности HRC противостоять проведению референдумов в 11 южных штатах, запретивших однополые браки и, в некоторых случаях, также и гражданские союзы. Черил Джекс обвиняли в недостаточно наступательной позиции HRC в этот период.
До начала работы в HRC, Черил Джекс была известна как одна из первых открытых лесбиянок в легислатуре штата Массачусетс. Она пользовалась доверием избирателей и шесть раз переизбиралась в сенат легислатуры штата, начиная с 1992 года. Она также стала первой женщиной и первой лесбиянкой в истории США, возглавившей комитет по законодательству сената штата. До начала карьеры законодателя, она была помощником окружного прокурора в округе Миддлсекс, а затем помощником генпрокурора штата Массачусетс.
В настоящее время[когда?] Черил Джекс много пишет и выступает на общенациональном уровне по вопросам сексуального и гендерного разнообразия, гражданских прав для ЛГБТ, толерантности и политической корректности. Она является официальным консультантом юридической фирмы Броди, Хардона, Перкинса и Кестена, и консультантом по вопросам разнообразия и терпимости для различных корпораций и организаций.
Черил Джекс окончила Бостонский колледж в 1984 году со степенью магистра права, и защитила докторскую диссертацию по праву в Юридической школе Университета Суффолка в 1987 году. Она живёт в Силвер-Спринг, штат Мэриленд, со своей гражданской супругой, Дженнифер Уэйд Крайслер, и двумя сыновьями-близнецами, Тимми и Томми. Она также является официальным политическим комментатором телевизионной сети Q, где она ведёт еженедельную передачу под названием «Политический IQ».